# 周玉书
周玉书（1933年8月22日—2021年4月1日），湖南攸县人，中国人民解放军中将，毕业于中国人民解放军军事学院速成系。

## 生平
1953年应征入伍，在中国人民解放军第二十四军炮兵部队服役，当过炮手、参谋和加农炮营营长。1956年9月，加入中国共产党。1976年参加唐山大地震救援。1985年任陆军第二十四集团军军长，1988年获少将军衔。1990年调入中国人民武装警察部队，改任武警司令员并改为武警警衔，同年晋升武警中将。武警组建初期，一直以“站岗放哨鸣警开道”为主要任务，即执勤为主。周玉书担任武警司令员期间，提出武警要以“处突”为重要任务，加强武警部队的快速反应能力，将武警的主要任务从执勤改为执勤处突。1992年调任广州军区副司令员，又改为中将，主持筹建中国人民解放军驻香港部队。1996年退役。于2021年4月1日3时2分在北京逝世，享年88岁。